# FB CFe 4/4
Die CFe 4/4, später BDe 4/4, der Forchbahn (FB) sind vierachsige Triebwagen mit Personen- und Gepäckabteil. Im Zürcher Tramnetz zwischen Stadelhofen nach Rehalp verkehren sie unter 600 V Gleichspannung, anschliessend bis Esslingen unter 1200 V Gleichspannung. Die Fahrzeuge sind stark mit den Ce 4/4 Kurbeli 1376–1380 der Verkehrsbetriebe Zürich verwandt.

## Geschichte
Die während des Zweiten Weltkriegs bestellten, aber wegen Materialmangels erst 1948 ausgelieferten Triebwagen wurden von der Schweizerischen Wagons- und Aufzügefabrik Schlieren (SWS) und der Maschinenfabrik Oerlikon (MFO) gebaut. Als 1956 die 3. Wagenklasse aufgehoben wurde, erhielten die Fahrzeuge die Bezeichnungen BDe 4/4 9 und 10. Ende der 1960er Jahre wurden die Triebwagen so angepasst, dass sie mit den neuen Steuerwagen Bt 101–108 verkehren konnten. Die beiden Triebwagen verkehrten über lange Zeit zusammen mit dem gegenüber den Steuerwagen Bt 102–108 etwas schwereren Vorserienwagen Bt 101, was den Wagen den Übernamen siamesische Zwillinge einbrachte. Ein weiterer Übername war Dromedar, der auf die auffälligen Abdeckungen der Bremswiderstände auf dem Dach der Fahrzeuge hinwies. Der Wagen Nr. 9 wurde nach einem Brand im Jahre 1980 als Schneepflug Xe 4/4 9 wieder aufgebaut, die Nr. 10 wurde zu einem Partytram umgebaut. Dieses befand sich Ende 2022 in Revision. Seine Wiederinbetriebnahme ist jedoch noch ungewiss, denn das Fahrzeug ist seit der Rückkehr aus Landquart auf die Forch noch immer zerlegt.

## Technik
Die CFe 4/4 waren die ersten Fahrzeuge der Forchbahn mit vier Fahrmotoren. Unter 600 V Gleichspannung sind zwei Motoren dauernd parallel geschaltet, auf der Überlandstrecke sind jeweils zwei Motoren dauernd in Reihe geschaltet. Bei Anfahrt sind die beiden Motorgruppen unabhängig von der Fahrdrahtspannung zuerst in Reihe, danach parallel geschaltet. Dies ermöglicht den Triebwagen auch unter 600 V die volle Leistung zu entwickeln, sodass sie im Gegensatz zu den zweiachsigen Wagen auf dem Strassenbahnabschnitt die normale Fahrgeschwindigkeit erreichen. Die elektropneumatische Schützensteuerung und die Drehgestelle sind eine Weiterentwicklung des Schweizer Standardwagens Typ Ib. Die Forchbahnwagen haben 15 Fahrstufen in Reihenschaltung, 11 Fahrstufen in Parallelschaltung und 16 Bremsstufen. Auf dem Dach angeordnete Widerstände dienen als Anfahr- und Bremswiderstände. Die Gruppierung der Fahrmotoren und die Umschaltung zwischen Fahren und Bremsen wird durch einen einzigen Schalter bewerkstelligt, der beide Funktionen übernimmt.
Die Drehgestelle verwenden einen Innenrahmen. Sie sind ohne Wiegebalken ausgeführt, sodass die Drehpfanne, welche den Drehzapfen am Wagenkasten aufnimmt, direkt auf die Wiegefedern montiert ist. Die Fahrmotoren sind vollständig abgefedert im Drehgestell quer eingebaut. Jeder Motor treibt über einen MFO-Federantrieb den benachbarten Radsatz an. Die Drehgestelle sind mit Klotzbremse und Magnetschienenbremse ausgerüstet.